# 阿尼塔加里巴尔迪
阿尼塔加里巴尔迪是巴西圣卡塔琳娜州的一个市镇。总面积588.612平方公里，总人口9141人，人口密度15.5人/平方公里。